# Amadeo (Cavite)
Amadeo is een gemeente in de Filipijnse provincie Cavite. Bij de laatste census in 2007 had de gemeente bijna 32 duizend inwoners.
Amadeo wordt ook wel de koffie hoofdstad van de Filipijnen genoemd.

## Geografie

### Bestuurlijke indeling
Amadeo is onderverdeeld in de volgende 26 barangays:
| - Banaybanay - Barangay I - Barangay X - Barangay XI - Barangay XII - Barangay II - Barangay III - Barangay IV - Barangay V - Barangay VI - Barangay VII - Barangay VIII - Barangay IX | - Bucal - Dagatan - Halang - Loma - Maitim I - Maymangga - Minantok Kanluran - Pangil - Salaban - Talon - Tamacan - Buho - Minantok Silangan |  |

## Demografie
Amadeo had bij de census van 2007 een inwoneraantal van 31.705 mensen. Dit zijn 5.968 mensen (23,2%) meer dan bij de vorige census van 2000. De gemiddelde jaarlijkse groei komt daarmee uit op 2,92%, hetgeen hoger is dan het landelijk jaarlijks gemiddelde over deze periode (2,04%). Vergeleken met de census van 1995 is het aantal mensen met 8.977 (39,5%) toegenomen.

De bevolkingsdichtheid van Amadeo was ten tijde van de laatste census, met 31.705 inwoners op 36,92 km², 858,7 mensen per km².